# Karl Blossfeldt
Karl Blossfeldt, né le 13 juin 1865 à Schielo/Harz et mort le 9 décembre 1932 à Berlin, est un photographe allemand. Représentant de la Nouvelle objectivité (Neue Sachlichkeit), il est connu pour son inventaire des formes et des structures végétales fondamentales.

## Biographie
Karl Blossfeldt commence à étudier la sculpture en 1881. Il devient mouleur dans une fonderie. Dès cette époque, il utilise des feuilles d'arbre comme motif pour des ornements. Puis, à l'âge de 19 ans, il se lance dans des études graphiques à l'Institut d'enseignement du musée des Arts décoratifs de Berlin. Il se découvre une passion pour la photographie. C'est la raison pour laquelle il participe à Rome, entre 1890 et 1896, au projet lancé par son professeur de dessin Moritz Meurer (de) : élaborer des outils pédagogiques pour enseigner les règles de l'ornementation. Ainsi commença son travail de photographie systématique des plantes. Les premières publications sont parues chez Meurers.
En 1898, Karl Blossfeldt devient assistant à l'Hochschule für die bildenden Künste (devenue l'Université des arts de Berlin - UdK) et, à partir de 1899, conférencier avec pour thème le « modelage d'après les plantes naturelles ». En 1921, il est nommé professeur puis, en 1924, il entre à la Vereinigten Staatsschulen für Freie und Angewandte Kunst (Écoles réunies d'art libre et appliqués, fermée en 1939) de Berlin. Son galeriste, le Berlinois Charles Nierendorf (1889-1947) expose en 1926 ses photographies, qui, selon Walter Benjamin, révèlent une « plastique africaine et océanique ». La modernité de ses photographies est immédiatement reconnue. Son premier livre Urformen der Kunst (Les Formes originelles de l'art) paraît en 1928 chez Wasmuth, une importante maison d'édition berlinoise, et le rend célèbre du jour au lendemain. Une fois à la retraite, il publie, peu avant sa mort, Wundergarten der Natur (Le Jardin merveilleux de la nature, 1932).

## Exemples de photographies
Ces reproductions d'images de plantes sont extraites des Formes originelles de l'art (“Urformen der Kunst“, 1928) :

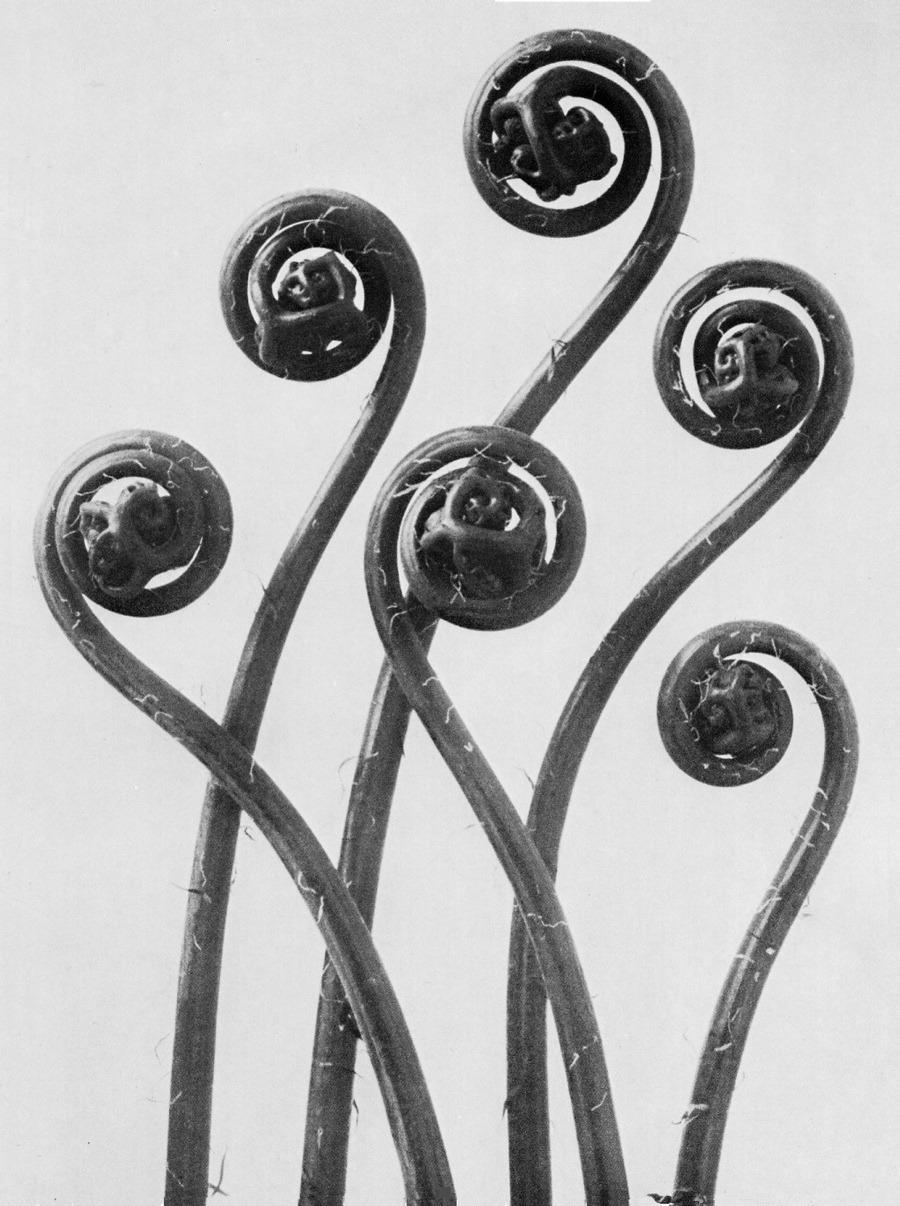
Adiantum pedatum
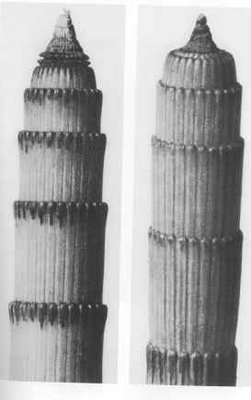
Prêle d'hiver (Equisetum hyemale)
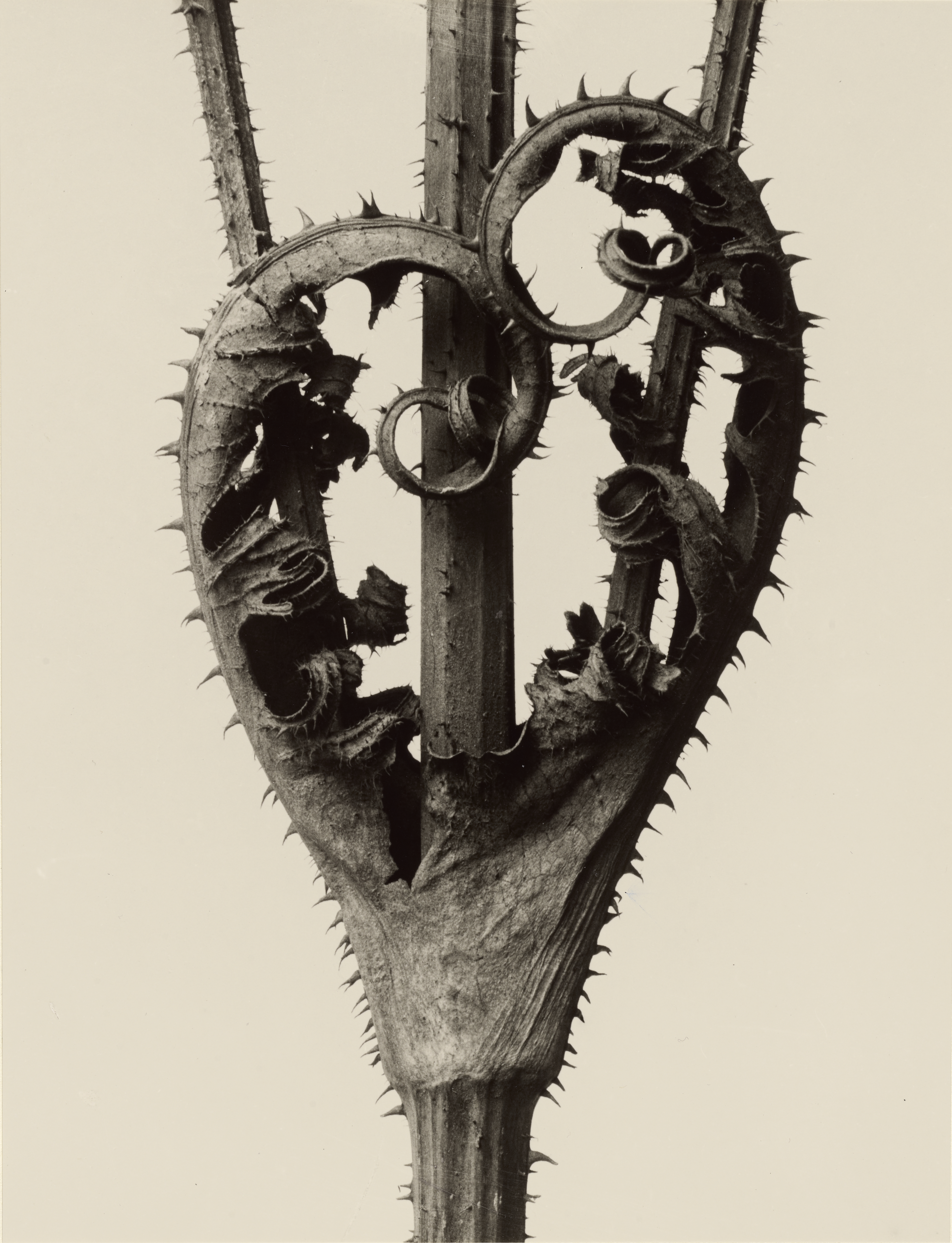
Dipsacus laciniatus
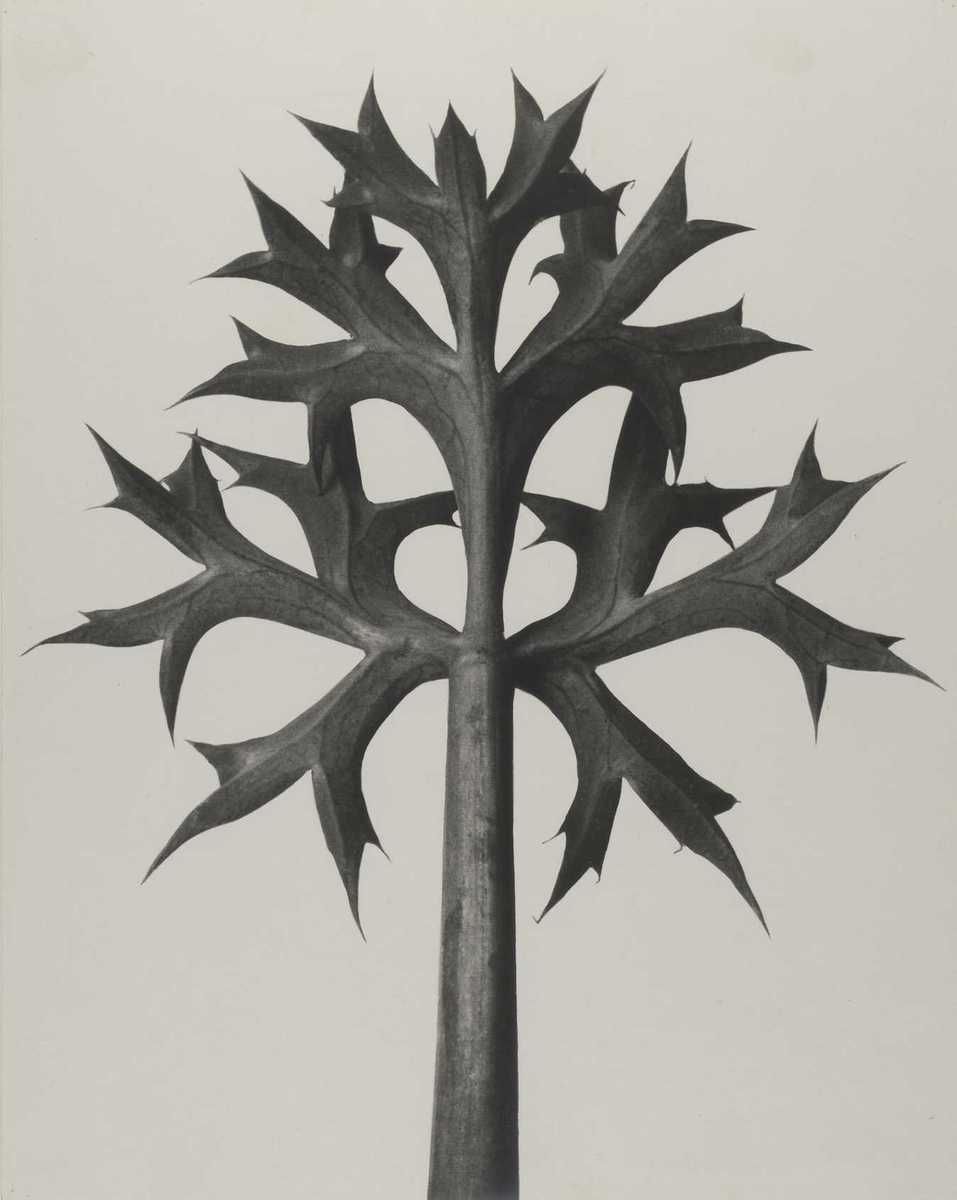
Eryngium bourgatii
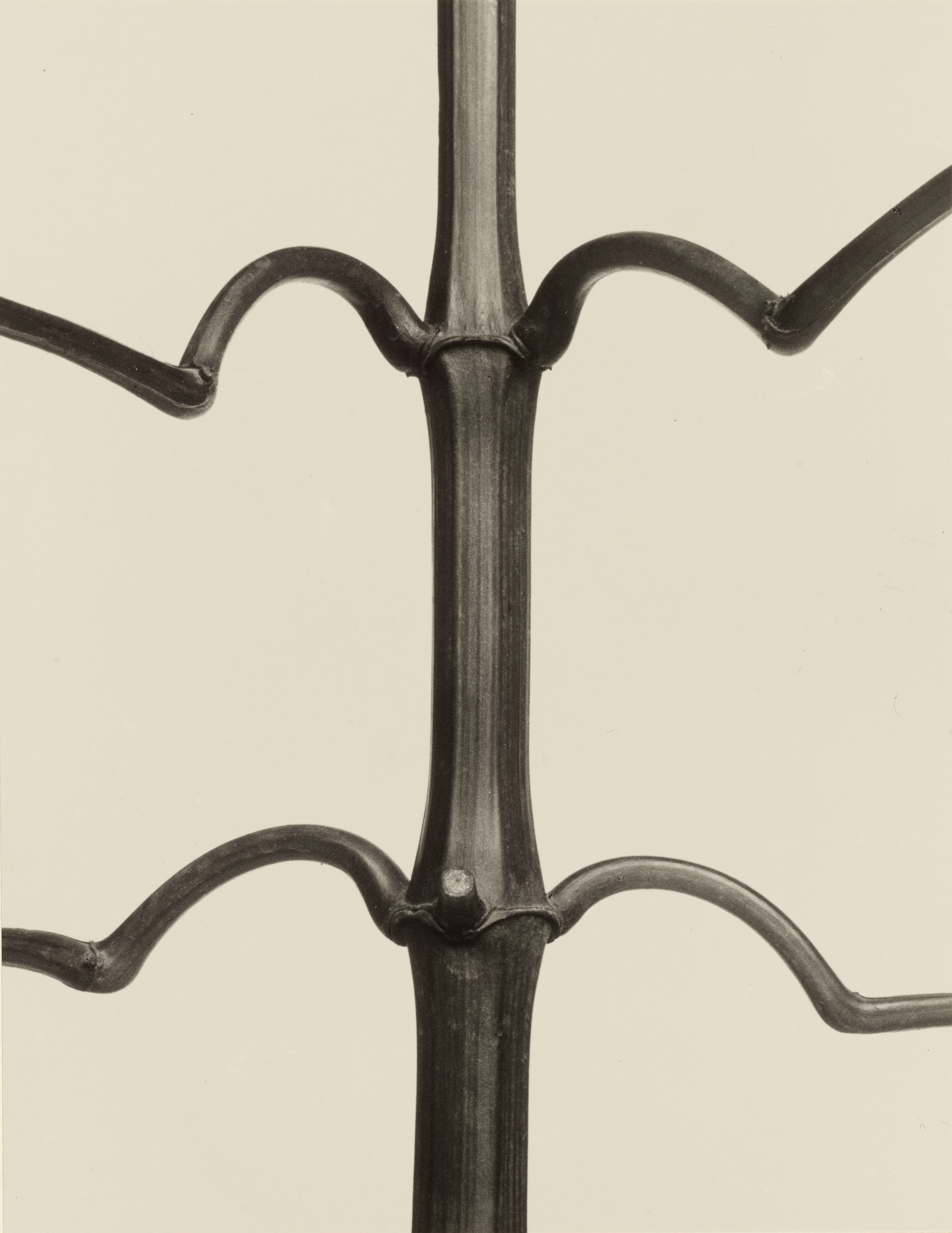
Impatiens glandulifera
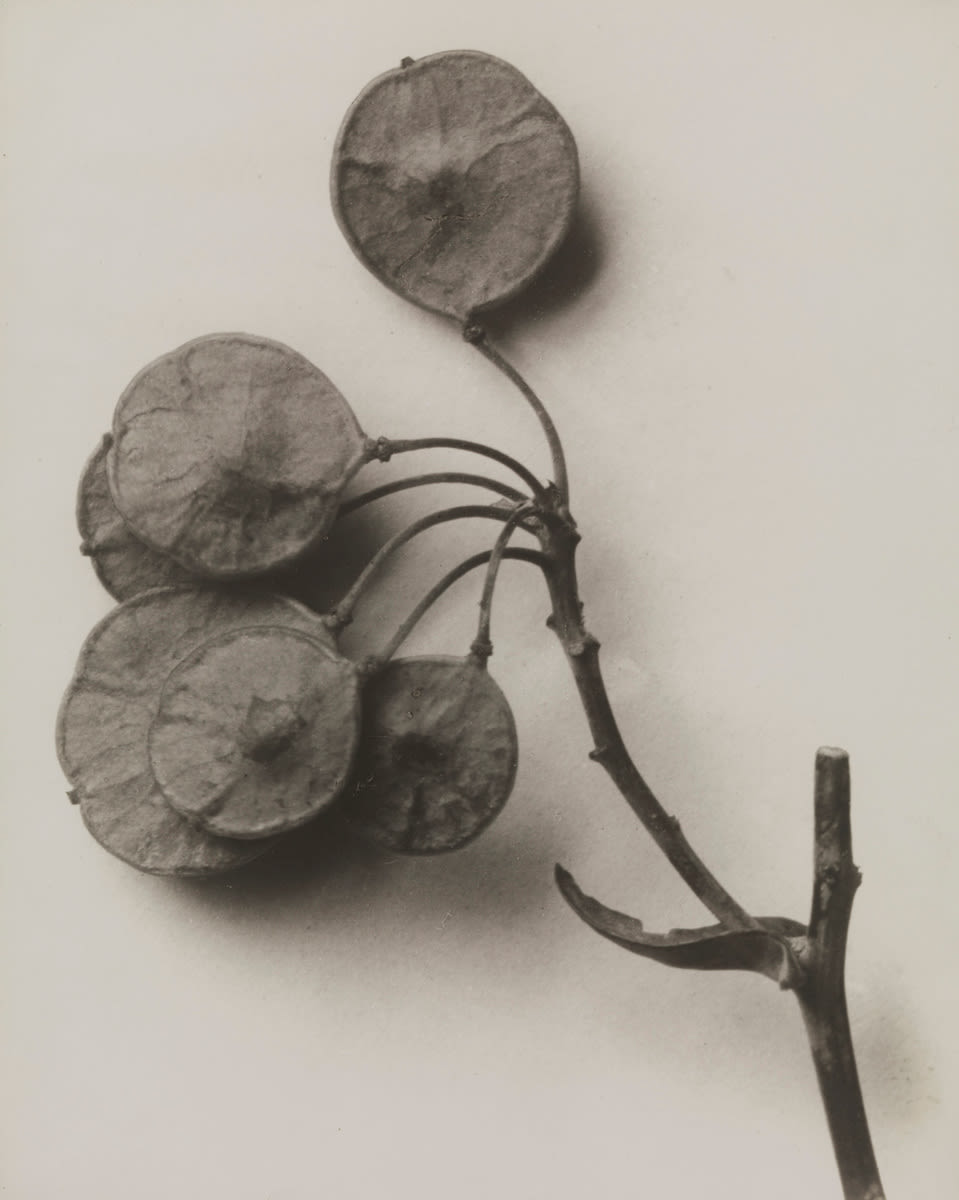
Ptelea trifoliata
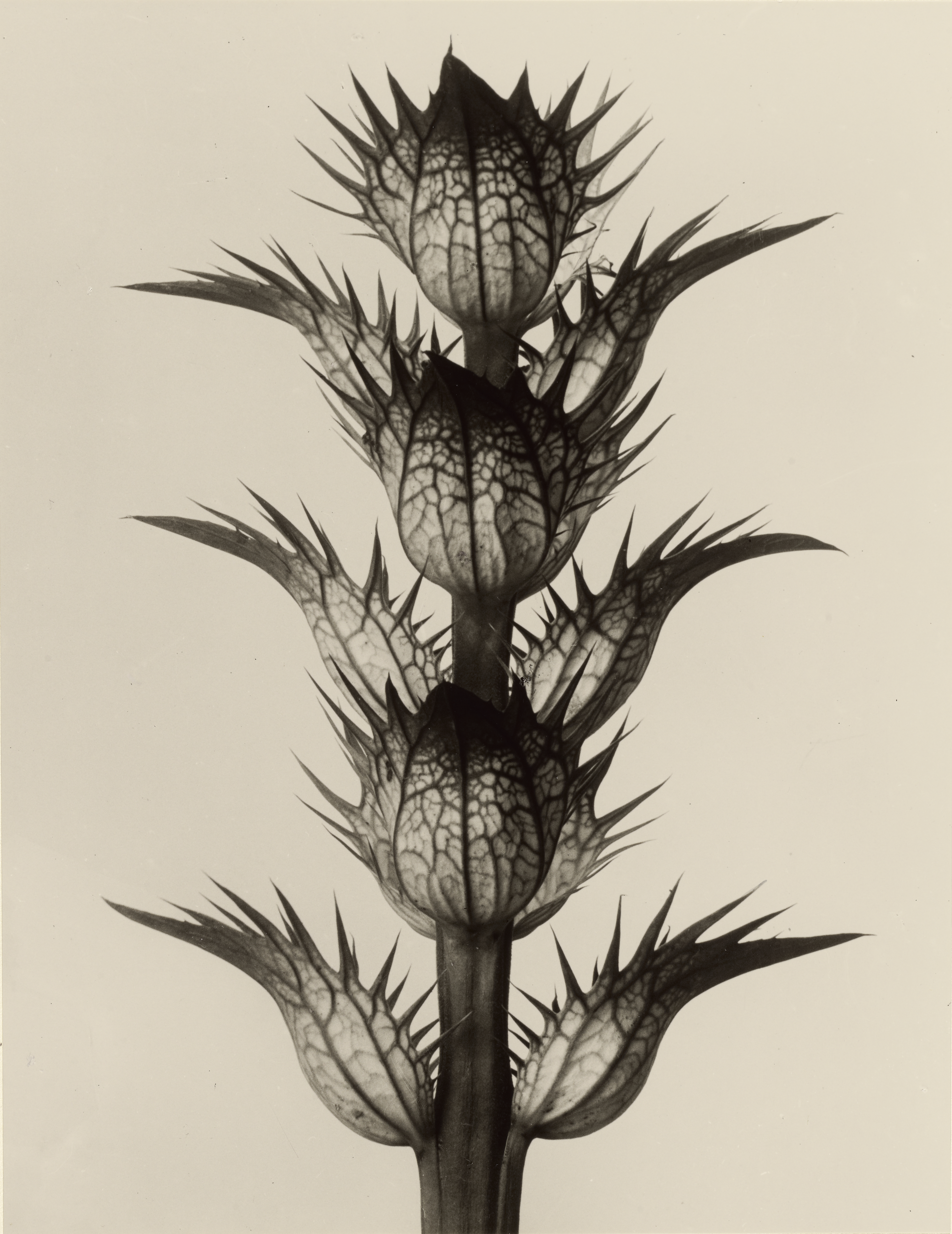
Acanthus mollis
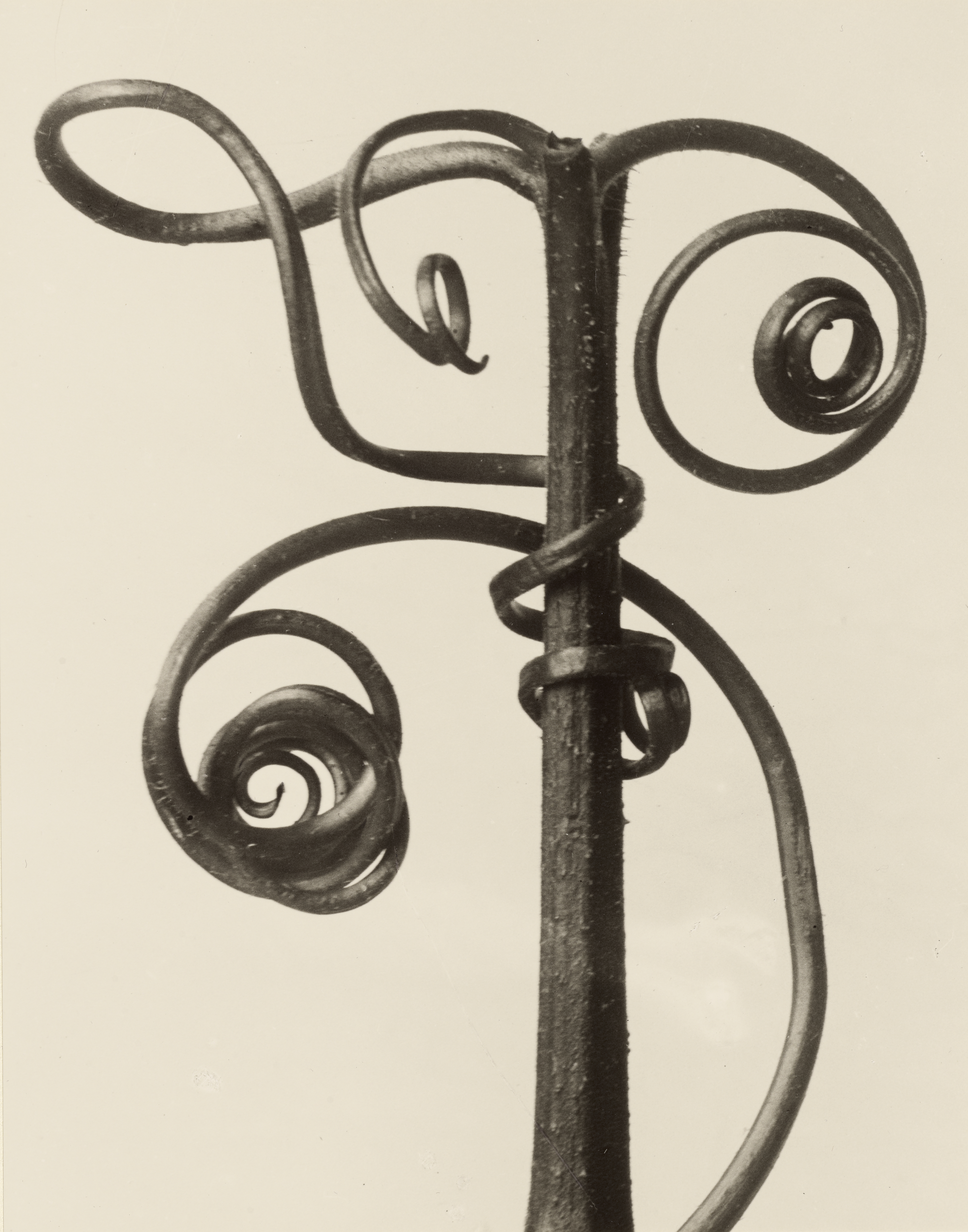
Cucurbita sp.
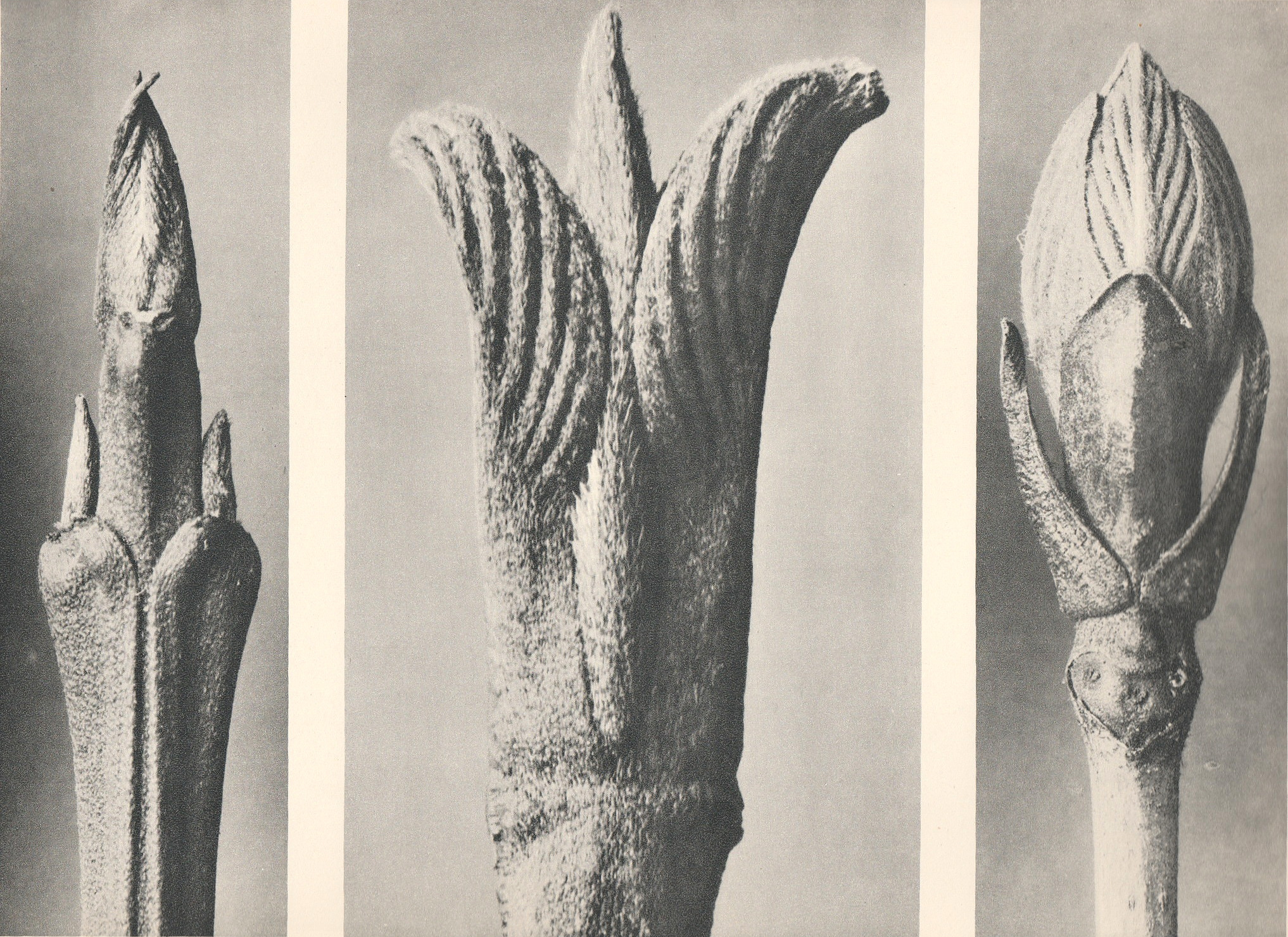
p. 10
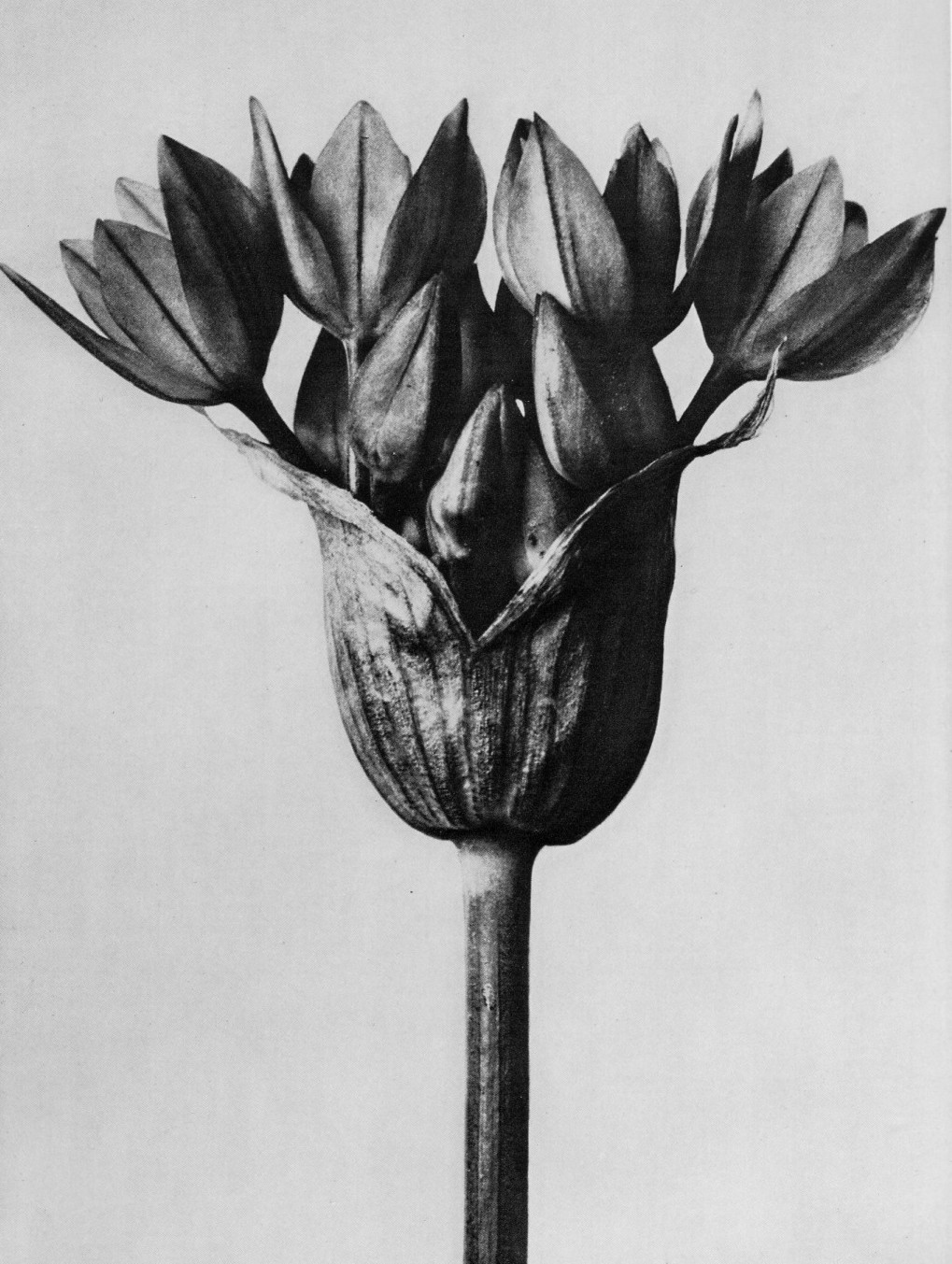
p. 94
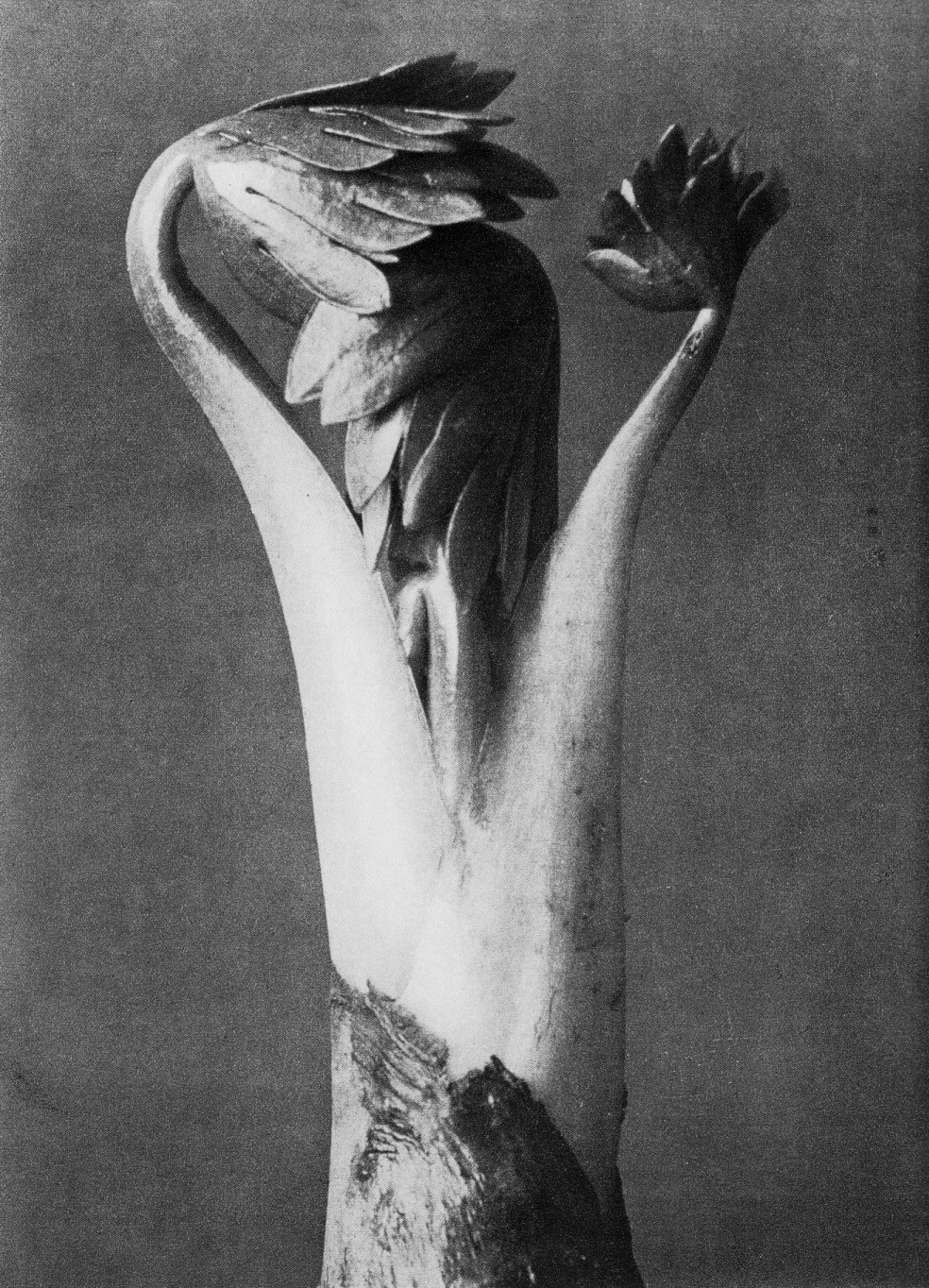
p. 96
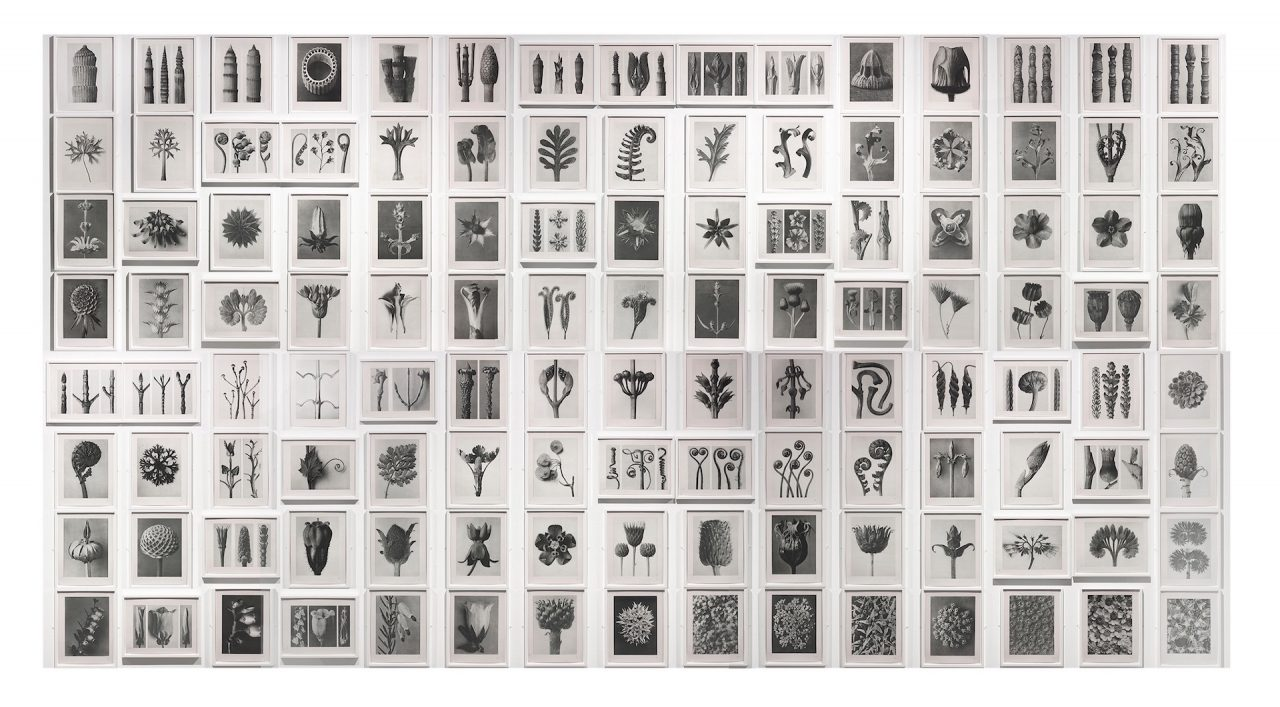
miniatures

## Esthétique

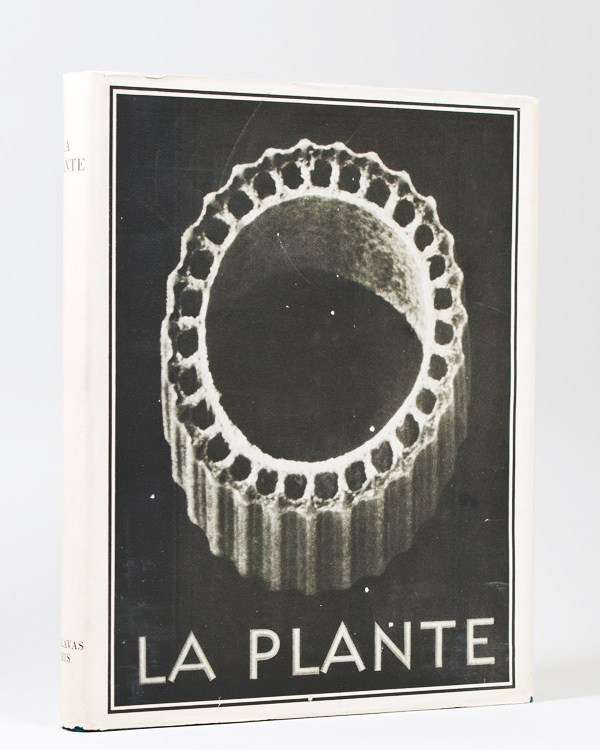
Édition française de Urformen der Kunst (Paris, v. 1929) reprenant la même jaquette que l'édition allemande, un tronçon de tige d'apiaceae.

On peut comparer le résultat de son travail à celui d'un herbier mais photographique.
Dans la préface de son livre Wundergarten der Natur, Blossfeldt écrit : 
- « Les documents imagés parlent d'eux-mêmes. »
- « Mes documents sur les plantes doivent participer au rétablissement du lien avec la Nature. Ils devraient réveiller à nouveau le sens pour la Nature, indiquer les trésors riches dans la nature et favoriser l'observation de notre faune locale. »

## Techniques de travail

### L'image
L'image de la plante est agrandie entre 12 et 45 fois, à partir du négatif pris lui à l'échelle 1:1 ; techniquement, les plantes devaient rester immobiles car le temps de pose était long. Blossfeldt s'est donc servi d'un coffrage en vitres placé autour de l'objet à photographier. Les reflets apparaissant sur l'image étaient supprimés durant le développement. Certaines photos comportaient des erreurs, mais il les conservait quand même dans sa collection. Ensuite, la photo était convertie en diapositive. Il a également utilisé des plantes synthétiques pour renforcer les contrastes de certaines images.

### L'appareil photo
Il a utilisé une chambre photographique dite aussi chambre noire qu'il a probablement construite lui-même.

### Le négatif
Les négatifs ont plusieurs formats : 6×9, 9×12, 13×18, et plus rarement 9×18. Les plaques en verre étaient enduites généralement d'émulsions orthochromatiques plus rarement panchromatiques. C'est pourquoi les images des plantes sont si précises.

## Publications en français
- Urformen der Kunst (Les formes originelles de l'art), Verlag Ernst Wasmuth, Berlin, 1928 - adapté et traduit en français sous le titre : Charles Blossfeldt, La Plante, d'après des détails très agrandis de formes végétales, introduction de Charles Nierendorf, Paris, Librairie des arts décoratifs, A. Calavas éditeur, v. 1929, comportant 120 planches.